# فريد هويبيرج
فريد هويبيرج (بالإنجليزية: Fred Hoiberg)‏ مواليد 15 أكتوبر 1972 في لنكن، هو لاعب كرة سلة أمريكي تحول إلى التدريب بعد الاعتزال بدأ مسيرته الاحترافية في سنة 1995 حيث تم اختياره من قبل فريق إنديانا بايسرز خلال الدرافت يدرب فريق شيكاغو بولز في الرابطة الوطنية لكرة السلة. يبلغ طوله 6 قدم 4 بوصة (1.9 م). اعتزل اللعب في 2005.

## فرق لعب لها
- إنديانا بايسرز
- شيكاغو بولز
- مينيسيوتا تيمبر وولفز

## إحصائيات

### إحصائيات مسيرته في إن بي إيه
|  | تصدر الدوري |

#### الموسم الاعتيادي
| السنة   | الفريق                | لعب | بدأ | دقيقة | ميداني% | ثلاثية | حرة   | ارتداد | صنع | استلاب | تصدي | نقطة |
| ------- | --------------------- | --- | --- | ----- | ------- | ------ | ----- | ------ | --- | ------ | ---- | ---- |
| 1995–96 | إنديانا بايسرز        | 15  | 1   | 5.7   | .421    | .333   | .833  | 0.6    | 0.5 | 0.40   | 0.07 | 2.1  |
| 1996–97 | إنديانا بايسرز        | 47  | 0   | 12.2  | .429    | .414   | .792  | 1.7    | 0.9 | 0.57   | 0.13 | 4.8  |
| 1997–98 | إنديانا بايسرز        | 65  | 1   | 13.4  | .383    | .376   | .855  | 1.9    | 0.7 | 0.62   | 0.05 | 4.0  |
| 1998–99 | إنديانا بايسرز        | 12  | 0   | 7.3   | .286    | .111   | 1.000 | 0.9    | 0.3 | 0.00   | 0.00 | 1.6  |
| 1999–00 | شيكاغو بولز           | 31  | 11  | 27.3  | .387    | .340   | .908  | 3.5    | 2.7 | 1.29   | 0.06 | 9.0  |
| 2000–01 | شيكاغو بولز           | 74  | 37  | 30.4  | .438    | .412   | .866  | 4.2    | 3.6 | 1.32   | 0.16 | 9.1  |
| 2001–02 | شيكاغو بولز           | 79  | 8   | 17.8  | .416    | .261   | .840  | 2.7    | 1.7 | 0.77   | 0.06 | 4.4  |
| 2002–03 | شيكاغو بولز           | 63  | 0   | 12.4  | .389    | .238   | .820  | 2.2    | 1.1 | 0.63   | 0.08 | 2.3  |
| 2003–04 | مينيسيوتا تيمبر وولفز | 79  | 3   | 22.8  | .465    | .442   | .845  | 3.4    | 1.4 | 0.84   | 0.13 | 6.7  |
| 2004–05 | مينيسيوتا تيمبر وولفز | 76  | 0   | 16.7  | .489    | .483   | .873  | 2.4    | 1.1 | 0.66   | 0.20 | 5.8  |
| المسيرة |                       | 541 | 61  | 18.4  | .431    | .396   | .854  | 2.7    | 1.6 | 0.79   | 0.10 | 5.4  |

#### التصفيات
| السنة   | الفريق                | لعب | بدأ | دقيقة | ميداني% | ثلاثية | حرة   | ارتداد | صنع | استلاب | تصدي | نقطة |
| ------- | --------------------- | --- | --- | ----- | ------- | ------ | ----- | ------ | --- | ------ | ---- | ---- |
| 1998    | إنديانا بايسرز        | 2   | 0   | 10.0  | .375    | .500   | 1.000 | 2.0    | 0.5 | 0.50   | 0.00 | 4.5  |
| 1999    | إنديانا بايسرز        | 4   | 0   | 5.0   | .500    | .---   | .---  | 0.8    | 0.5 | 0.75   | 0.00 | 1.0  |
| 2004    | مينيسيوتا تيمبر وولفز | 18  | 0   | 24.3  | .453    | .458   | .938  | 3.7    | 1.3 | 0.89   | 0.00 | 6.4  |
| المسيرة |                       | 24  | 0   | 19.9  | .449    | .460   | .944  | 3.0    | 1.1 | 0.83   | 0.00 | 5.3  |

## روابط خارجية
- فريد هويبيرج على موقع إن بي أي (الإنجليزية)
- فريد هويبيرج على موقع سبورتس رفرنس (الإنجليزية)
- فريد هويبيرج على موقع كرة السلة الأوروبية.كوم (الإنجليزية)
- فريد هويبيرج على موقع كلية كرة السلة في سبورتس رفرنس.كوم (الإنجليزية)
- فريد هويبيرج على موقع ريلجم (الإنجليزية)
- فريد هويبيرج على موقع بروبوليرز (الإنجليزية)
- فريد هويبيرج على موقع سبورتس رفرنس (الإنجليزية)
- فريد هويبيرج على موقع كلية كرة السلة في سبورتس رفرنس.كوم (الإنجليزية)